# Anton Calenic
Anton Calenic (ur. 20 kwietnia 1943 w Chilia Veche) – rumuński kajakarz. Srebrny medalista olimpijski z Meksyku.
Zawody w 1968 były jego jedynymi igrzyskami olimpijskimi. Był drugi na dystansie 1000 metrów w kajakowej czwórce. Rumuńską osadę tworzyli ponadto Haralambie Ivanov, Dimitrie Ivanov i Mihai Țurcaș. Zdobył złoto mistrzostw świata w 1966 w tej konkurencji. W 1967 został mistrzem Europy w czwórce na dystansie 1000 metrów oraz zdobył srebro na dystansie 10000 metrów.